# Ralf Rangnick
Ralf Dietrich Rangnick (Backnang, 29 giugno 1958) è un allenatore di calcio, dirigente sportivo ed ex calciatore tedesco, di ruolo centrocampista, commissario tecnico della nazionale austriaca.
Ispiratore del cosiddetto Gegenpressing, è considerato uno dei più importanti ed influenti allenatori tedeschi della sua generazione.

## Caratteristiche tecniche

### Allenatore
Accreditato come l'ispiratore del Gegenpressing, un sistema di gioco in cui la squadra, dopo aver perso il possesso, tenta immediatamente di riguadagnare il possesso della palla, piuttosto che ripiegare per riorganizzarsi. Le sue squadre si sono distinte per l'elevata produzione offensiva, oltre che per aver reso popolare la marcatura a zona.
La sua ideologia calcistica ha ispirato allenatori come Thomas Tuchel, Julian Nagelsmann, Ralph Hasenhüttl e Jürgen Klopp.

## Carriera

### Giocatore
Dopo essersi diplomato alla Max-Born-Gymnasium, nella sua città natale di Backnang, Rangnick inizia a studiare sport e inglese all'Università di Stoccarda nel 1977. Allo stesso tempo gioca per la squadra amatoriale dello Stoccarda dal 1976, dopo essere stato precedentemente scelto nella selezione della Federcalcio del Württemberg.
Mentre soggiorna all'estero per compiere gli studi presso l'Università del Sussex, veste la maglia del club calcistico amatoriale del Southwick, con sede nel West Sussex, nella stagione 1979-1980. Dopo essere rientrato in Germania, si trasferisce al VfR Heilbronn, squadra dell'Oberliga Baden-Württemberg. Nel 1982 passa all'Ulm 1846. Dopo la promozione della squadra in Zweite Bundesliga lascia il club.
Tra il 1983 e il 1985 Rangnick lavora come allenatore-giocatore per il Viktoria Backnang. Durante questo periodo riesce a portare il club dalla Bezirksliga (sesta divisione tedesca) alla Verbandsliga (quarta divisione tedesca). Nel 1984 è il migliore allievo, con un voto medio di 1,2 e ottiene la licenza di allenatore di calcio presso l'Università dello sport di Colonia. In precedenza aveva acquisito la licenza Trainer A, all'età di 22 anni. Nel 1984 affronta con la sua squadra la Dinamo Kiev guidata da Valerij Lobanovs'kyj, squadra tatticamente moderna, con difesa a quattro e pressing. Rangnick avrebbe poi definito quell'amichevole la propria "epifania calcistica".
Dal 1985 lavora per due anni come allenatore per la squadra delle riserve dello Stoccarda. Allo stesso tempo continua gli studi presso l'Università di Stoccarda, dove supera il primo esame nel 1986. Per la stagione 1987-1988 torna in campo come giocatore-allenatore per il TSV Lippoldsweiler, squadra di Bezirksliga.

### Allenatore

#### Gli inizi
Lavora a tempo pieno per la Fee Sprachreisen di Stoccarda fino al 1992 come capo del dipartimento dei programmi delle scuole superiori e delle università. Parallelamente opera anche nel calcio amatoriale del Baden-Württemberg, guidando l'SC Korb nel 1990 e, dal 1990, le giovanili dello Stoccarda. Nel 1992 lascia l'incarico per approdare nei campionati minori della Svevia, nelle vesti di coordinatore sportivo per il calcio giovanile e dilettantistico. Nell'estate del 1994 Rangnick lascia definitivamente lo Stoccarda, non avendo ottenuto l'incarico desiderato, quello di assistente allenatore di Jürgen Röber nella prima squadra. Firma, dunque, un contratto con l'Ulma, squadra in cui ha militato da calciatore, ma, a causa di una malattia, non assume il ruolo di allenatore. Nel 1994 Rangnick dirige un centro di riabilitazione a Böblingen.
Nell'estate del 1995 Rangnick viene ingaggiato dal Reutlingen, che milita nella Regionalliga Süd. Prima di allora, nella stagione 1994-1995, il club è scampato alla retrocessione. Rangnick guida la squadra al quarto posto con giocatori del calibro di Michael Mayer, Thomas Winter, Kristijan Đorđević e Joachim Cast, mancando di poco la partecipazione al campionato dilettantistico stante il piazzamento a due punti dall'Ulma. Anche nella stagione 1995-1996 la squadra mostra buone prestazioni e si piazza in terza posizione in campionato. Rangnick ha degli screzi con la direzione sportiva nei mesi successivi e conclude, così, la propria gestione al Reutlingen dopo la prima metà della stagione seguente, nel dicembre 1996.
Si trasferisce, dunque, all'Ulma, che da alcuni anni punta al ritorno in Zweite Bundesliga, la seconda serie tedesca. Nella stagione 1996-1997 la squadra allenata dall'allenatore delle giovanili, Martin Gröh, è nettamente dietro al duo di testa che ha domina il campionato, quello formato da Norimberga e Greuther Fürth. Dopo l'arrivo di Rangnick, che applicato il proprio sistema di gioco orientato al possesso di palla con una catena difensiva di quattro uomini, la squadra, malgrado alcune difficoltà iniziali, chiude la stagione con 50 gol subiti, 31 dei quali nella seconda metà della stagione sotto la direzione di Rangnick, e il sesto posto. Nella stagione seguente la squadra ottiene con i Kickers Offenbach la promozione diretta in seconda serie, chiudendo al secondo posto e mancando la promozione per un punto. Inoltre, con la vittoria della Coppa del Württemberg, Rangnick vince in questa stagione il suo primo trofeo da allenatore.
Candidato alla retrocessione all'inizio della stagione 1998-1999, l'Ulma si insedia, invece, ai vertici della classifica del campionato di Zweite Bundesliga e a un certo punto è anche la squadra imbattuta il più lungo tra tutte le compagini del calcio professionistico tedesco. Il suo successo del suo sistema di gioco innovativo viene sottolineato dalla stampa e dalle stazioni radiotelevisive: in un'apparizione alla trasmissione TV di ZDF, Das aktuelle Sportstudio del 19 dicembre 1998, lo stesso Rangnick spiega le proprie tattiche di gioco in grande dettaglio su una lavagna, motivo per il quale gli viene assegnato il soprannome "il professore".
Durante la pausa invernale della stagione, il tecnico si accorda con lo Stoccarda, che sotto la guida di Winfried Schäfer aveva deluso le aspettative, firmando un contratto valido dall'inizio della stagione 1999-2000. Dopo l'annuncio della partenza di Rangnick a fine stagione, l'Ulma raccoglie una serie di risultati insoddisfacenti, scivolando al quinto posto dopo essere stato campione d'inverno, con una striscia di partite senza vittorie durata fino a marzo 1999, mese in cui Rangnick rassegna le dimissioni.

#### Stoccarda
A dispetto degli accordi iniziali, Rangnick subentra sulla panchina dello Stoccarda già nel maggio 1999 nel tentativo di imprimere una svolta alla stagione della squadra, che staziona nella zona retrocessione della classifica di Bundesliga. Subentrato a Rainer Adrion, riesce a condurre lo Stoccarda all'undicesimo posto in classifica, con 2 vittorie e 3 sconfitte nelle 5 partite di gestione nel 1998-1999. Sotto la guida del nuovo presidente Manfred Haas, dal 1999 il club avvia un processo di consolidamento economico, che prevede, in particolare, la cessione di giocatori affermati come Frank Verlaat e Fredi Bobič. Ciò porta a degli screzi tra i dirigenti economici e sportivi del club. Rangnick viene spesso accusato di voler imporre le proprie idee in seno al club: in particolare, la sospensione del bulgaro Krasimir Balăkov nell'autunno del 2000 diviene oggetto di critiche. Nella stagione 1999-2000 raggiunge un buon ottavo posto in classifica e conquista la qualificazione alla Coppa UEFA, grazie alla vittoria della Coppa Intertoto (nell'estate del 2000), mentre nella stagione 2000-2001 lo Stoccarda si ritrova in zona retrocessione. Dopo l'eliminazione dalla Coppa UEFA, nel febbraio 2001 contro il Celta Vigo, la dirigenza decide di sollevare Rangnick dall'incarico e di sostituirlo con Felix Magath.

#### Hannover 96
Nel 2001 il tecnico firma per l'Hannover 96, militante nella seconda serie tedesca. La squadra, caduta in disgrazia dopo il successo in Coppa di Germania del 1991-1992 e assente dalla Bundesliga dal 1988-1989, con tredici allenatori ingaggiati in un decennio, cambia, sotto la gestione di Rangnick, il sistema di gioco e vive una stagione 2001-2002 memorabile. In particolare, il reparto offensivo composto da Daniel Stendel, Jiří Kaufman, Jan Šimák e Nebojša Krupniković è il punto di forza della compagine di Hannover, con 93 gol segnati, in un'annata in cui il club della Bassa Sassonia domina il campionato e viene promossa in Bundesliga da prima in classifica, con dieci punti di vantaggio sull'Arminia Bielefeld seconda.
Nel massimo campionato tedesco, l'Hannover, che in estate ha ceduto la stella della squadra, il centrocampista Jan Šimák (autore di 18 reti in seconda serie nell'annata della promozione), staziona a lungo in zona retrocessione, ma, nell'ottica di un progetto a lungo termine con Rangnick, nel settembre 2002 estende il contratto con il tecnico fino all'estate del 2005. Alla ventesima giornata la squadra riesce a tirarsi fuori dalla zona retrocessione della classifica, fino a terminare il campionato 2002-2003 all'undicesimo posto. Nella stagione seguente Rangnick si scontra ripetutamente con il presidente Martin Kind e il direttore sportivo Ricardo Moar. Alla fine del 2003 viene inserita una clausola rescissoria a favore di Rangnick, frattanto accostato, da voci di mercato, all'Hertha Berlino. Nel marzo 2004 Rangnick viene licenziato dopo aver ottenuto quattro punti nelle ultime sei partite.
Nell'estate del 2004 il nuovo allenatore della nazionale tedesca Jürgen Klinsmann, alla ricerca di un assistente, offre il ruolo a Rangnick, che rifiuta.

#### Schalke 04
Nel settembre 2004 viene ingaggiato dallo Schalke 04 per sostituire Jupp Heynckes. Portò la squadra in vetta alla classifica nella prima metà della stagione, a pari punti con il Bayern Monaco. Alla 25' giornata lo Schalke ha battuto il Bayern e allungando il vantaggio. Delle successive cinque partite, lo Schalke ne perse quattro, facendosi sorpassare dal Bayern, che vinse il campionato.
La prima metà del 2005-2006 vede lo Schalke ottenere ottimi risultati in campionato, ma deludere nelle coppe. Estromessa dalla Coppa di Germania dopo aver perso per 6-0 sul campo dell'Eintracht Francoforte, la squadra viene eliminata già dopo la fase a gironi di UEFA Champions League. Nelle settimane prima della pausa invernale del campionato si diffondono voci secondo cui il consiglio del club abbia pianificato di separarsi da Rangnick a stagione in corso, durante la sosta; Rangnick, dal canto proprio, annuncia la separazione dal club a fine stagione. Come reazione a queste voci, nella partita casalinga contro il Magonza del 10 dicembre 2005 i tifosi contestano duramente la dirigenza e la squadra, esprimendo solidarietà nei confronti di Rangnick, che concede un giro d'onore allo stadio, ma viene esonerato due giorni dopo.

#### Hoffenheim
Nella stagione 2006-2007 guida l'Hoffenheim in terza serie. Dopo un inizio difficile, con due sconfitte nelle prime quattro partite ufficiali, il club si risolleva e disputa una stagione fruttuosa, culminata con la promozione in seconda divisione, ottenuta il 5 maggio 2007 dopo la vittoria per 4-0 sullo Sportfreunde. Nel giro di un anno arriva anche la promozione in Bundesliga. Negli anni successivi questo rapido sviluppo del club sarà attribuito non solo ai notevoli investimenti sul fronte del calciomercato, ma anche alla direzione sportiva di Rangnick che, secondo i media, è il vero artefice del successo del club.
Nel primo anno di Bundesliga, la squadra allenata da Rangnick si issa ai vertici della classifica, diventando campione d'inverno, ma nella seconda metà di stagione non ottiene gli stessi risultati e chiude la stagione al settimo posto. Dopo un undicesimo posto nella seconda stagione di Bundesliga, il 13 maggio 2010 viene annunciato il rinnovo del contratto di Rangnick fino al 2012. Dopo aver chiuso la prima metà della stagione 2010-2011 all'ottavo posto, Rangnick si dimette dalla guida dell'Hoffenheim il 1º gennaio 2011. Secondo i media, la ragione principale dell'abbandono è da ricondurre in divergenze di opinioni con il presidente, Dietmar Hopp. Il rapporto tra i due non era stato esente da tensioni negli anni precedenti. Poco prima della rescissione del contratto, si viene a conoscenza dell'imminente trasferimento del giocatore dell'Hoffenheim Luiz Gustavo al Bayern Monaco; Rangnick si era opposto con veemenza alla vendita del centrocampista brasiliano.

#### Ritorno allo Schalke 04
Nel marzo 2011 viene riassunto dallo Schalke 04, che conta su giocatori del calibro di Raúl, Klaas-Jan Huntelaar, Jefferson Farfán e Manuel Neuer. La squadra, che aveva raggiunto i quarti di finale di UEFA Champions League sotto la guida di Magath, con Rangnick elimina dalla coppa i campioni d'Europa in carica dell'Inter, battendoli per 5-2 a San Siro all'andata e per 2-1 al ritorno. Lo Schalke perderà le semifinali contro il Manchester Utd, ma il percorso nella massima competizione europea rimane storico per il club tedesco. Rangnick e i suoi giocatori vincono poi la Coppa di Germania battendo in finale per 5-0 il MSV Duisburg: è il primo titolo a livello nazionale per il tecnico. Grazie a questo successo, lo Schalke si qualifica all'Europa League per la stagione successiva, pur concludendo il campionato al quattordicesimo posto.
Nel settembre 2011 Rangnick si dimette a causa di una sindrome da esaurimento nervoso.
In tutte le competizioni ha ottenuto una media di 1,82 punti a partita nelle due esperienze (88 partite) allo Schalke, fatto senza precedenti nella storia del club.

#### RB Lipsia
Rientra nel mondo del calcio nel 2012, assumendo l'incarico di direttore sportivo delle due squadre europee del gruppo Red Bull, il Salisburgo e il RB Lipsia. Appena insediatosi, esonera Peter Pacult, ingaggiando Alexander Zorniger come allenatore del Lipsia e Roger Schmidt come allenatore del Salisburgo. In seguito alla mancata qualificazione alla fase a gironi della UEFA Champions League 2012-2013 per mano del modesto F91 Dudelange, Rangnick ricostruisce la rosa del club salisburghese, acquistando giovani come Kevin Kampl, Sadio Mané e Valon Berisha. La stagione 2012-2013 viene chiusa al secondo posto in campionato.
La stagione 2013-2014 è un successo, con il Salisburgo che vince il campionato austriaco con otto giornate di anticipo e battendo, grazie a 106 gol dopo 34 turni, il record di reti in una singola annata di Bundesliga austriaca, stabilito dal Rapid Vienna. Dopo aver sfiorato la qualificazione alla fase a gironi di UEFA Champions League 2014-2015 contro il Fenerbahçe, nella successiva fase a gironi di Europa League la squadra vince tutte e sei le partite, piazzandosi al primo posto del girone. Ai sedicesimi di finale il Salisburgo batte in entrambe le partite l'Ajax, per poi essere eliminato agli ottavi di finale contro il Basilea, perdendo per 1-2 al ritorno (dopo lo 0-0 dell'andata).
Allo stesso tempo, il Lipsia, sotto la guida di Zorniger, riesce a ottenere la promozione dalla Regionalliga Nordost (quarta serie tedesca) alla Zweite Bundesliga, la seconda serie. Mentre il club di Lipsia compie un'ascesa inaspettatamente rapida verso il calcio professionistico e si afferma nella prima divisione negli anni successivi, il Salisburgo ha meno successo, mancando ripetutamente la qualificazione ai gironi di UEFA Champions League. Di conseguenza Rangnick si concentra maggiormente sul Lipsia. All'inizio della stagione 2015-2016 diventa il nuovo tecnico della squadra tedesca, lasciando l'incarico di direttore sportivo del Salisburgo. Guida il club al secondo posto in Zweite Bundesliga 2015-2016, ottenendo la promozione in Bundesliga. Alla fine del campionato si dimette, mantenendo il solo incarico di direttore sportivo, sicché, per la stagione 2016-2017, il club ingaggia Ralph Hasenhüttl come allenatore.
Nel luglio 2018 Rangnick torna sulla panchina del Lipsia, dove rimane per una sola stagione, chiusa al terzo posto in Bundesliga e con la sconfitta in finale di Coppa di Germania (3-0 contro il Bayern Monaco).
Dopo aver lasciato la guida del Lipsia al termine della stagione 2018-2019, diventa responsabile dello sport e dello sviluppo calcistico (head of sport and development soccer) del gruppo Red Bull. Nel luglio 2020, dopo che le voci di un suo approdo al Milan non si concretizzano, Rangnick si dimette dall'incarico, ringraziando il proprietario del gruppo Red Bull, Dietrich Mateschitz.

#### Manchester United
Nel luglio 2021 diventa responsabile dello sport e dello sviluppo calcistico del Lokomotiv Mosca. L'esperienza in Russia dura solo quattro mesi, dato che il 29 novembre successivo viene nominato allenatore del Manchester Utd, in sostituzione dell'esonerato Ole Gunnar Solskjaer. Con gli inglesi firma un contratto semestrale e, contestualmente, sigla un accordo per rimanere nei ranghi del club come consulente per due anni.
Dopo aver completato le pratiche per ottenere il permesso di lavoro, esordisce sulla panchina dei Red Devils il 5 dicembre successivo, vincendo all'esordio in Premier League contro il Crystal Palace per 1-0. Il 21 aprile 2022, all'indomani della sconfitta per 4-0 subita sul campo del Liverpool, il Manchester United annuncia di aver ingaggiato Erik ten Hag come nuovo allenatore per la stagione successiva. Conclude il campionato al sesto posto, con 58 punti ottenuti, qualificandosi solo all'Europa League.
Il 29 maggio il club annuncia la separazione dal tecnico tedesco, che rinuncia anche al ruolo da consulente.

#### Nazionale austriaca
Il 29 aprile 2022 assume il ruolo di commissario tecnico della nazionale austriaca, con cui sottoscrive un contratto biennale. Nel marzo 2023 ha temporaneamente escluso dalle convocazioni in nazionale Guido Burgstaller, Marco Grüll e Niklas Hedl del Rapid Vienna, dopo che il 26 febbraio 2023 i tre calciatori sono stati filmati mentre rivolgevano insulti omofobi nei confronti dell'Austria Vienna durante i festeggiamenti per la vittoria del derby.

## Statistiche

### Statistiche da allenatore
Statistiche aggiornate al 22 maggio 2022.
| Stagione           | Squadra            | Campionato         | Campionato | Campionato | Campionato | Campionato | Coppe nazionali | Coppe nazionali | Coppe nazionali | Coppe nazionali | Coppe nazionali | Coppe continentali | Coppe continentali | Coppe continentali | Coppe continentali | Coppe continentali | Altre coppe | Altre coppe | Altre coppe | Altre coppe | Altre coppe | Totale | Totale | Totale | Totale | % Vittorie | Piazzamento |
| Stagione           | Squadra            | Comp               | G          | V          | N          | P          | Comp            | G               | V               | N               | P               | Comp               | G                  | V                  | N                  | P                  | Comp        | G           | V           | N           | P           | G      | V      | N      | P      | %          | Piazzamento |
| ------------------ | ------------------ | ------------------ | ---------- | ---------- | ---------- | ---------- | --------------- | --------------- | --------------- | --------------- | --------------- | ------------------ | ------------------ | ------------------ | ------------------ | ------------------ | ----------- | ----------- | ----------- | ----------- | ----------- | ------ | ------ | ------ | ------ | ---------- | ----------- |
| feb.-giu. 1997     | Ulma               | 3.L                | 17         | 6          | 4          | 7          | CG              | -               | -               | -               | -               | -                  | -                  | -                  | -                  | -                  | -           | -           | -           | -           | -           | 17     | 6      | 4      | 7      | 35,29      | Sub. 6º     |
| 1997-1998          | Ulma               | 3.L                | 34         | 17         | 8          | 9          | CG              | 3               | 2               | 0               | 1               | -                  | -                  | -                  | -                  | -                  | -           | -           | -           | -           | -           | 37     | 19     | 8      | 10     | 51,35      | 2º (prom.)  |
| 1998-mar. 1999     | Ulma               | 2.BL               | 22         | 10         | 8          | 4          | CG              | 1               | 0               | 0               | 1               | -                  | -                  | -                  | -                  | -                  | -           | -           | -           | -           | -           | 23     | 10     | 8      | 5      | 43,48      | Eson.       |
| Totale Ulm 1846    | Totale Ulm 1846    | Totale Ulm 1846    | 73         | 33         | 20         | 20         |                 | 4               | 2               | 0               | 2               |                    | -                  | -                  | -                  | -                  |             | -           | -           | -           | -           | 77     | 35     | 20     | 22     | 45,45      |             |
| mag. 1999          | Stoccarda          | BL                 | 5          | 2          | 0          | 3          | CG              | -               | -               | -               | -               | -                  | -                  | -                  | -                  | -                  | -           | -           | -           | -           | -           | 5      | 2      | 0      | 3      | 40,00      | Sub. 11º    |
| 1999-2000          | Stoccarda          | BL                 | 34         | 14         | 6          | 14         | CG              | 4               | 3               | 0               | 1               | -                  | -                  | -                  | -                  | -                  | -           | -           | -           | -           | -           | 38     | 17     | 6      | 15     | 44,74      | 8º          |
| 2000-feb. 2001     | Stoccarda          | BL                 | 22         | 5          | 6          | 11         | CG              | 5               | 4               | 0               | 1               | Int.+CU            | 8+8                | 5+3                | 2+2                | 1+3                | -           | -           | -           | -           | -           | 43     | 17     | 10     | 16     | 39,53      | Eson.       |
| Totale Stoccarda   | Totale Stoccarda   | Totale Stoccarda   | 61         | 21         | 12         | 28         |                 | 9               | 7               | 0               | 2               |                    | 16                 | 8                  | 4                  | 4                  |             | -           | -           | -           | -           | 86     | 36     | 16     | 34     | 41,86      |             |
| 2001-2002          | Hannover 96        | 2.BL               | 34         | 22         | 9          | 3          | CG              | 3               | 2               | 0               | 1               | -                  | -                  | -                  | -                  | -                  | -           | -           | -           | -           | -           | 34     | 24     | 9      | 4      | 70,59      | 1º (prom.)  |
| 2002-2003          | Hannover 96        | BL                 | 34         | 12         | 7          | 15         | CG              | 2               | 1               | 0               | 1               | -                  | -                  | -                  | -                  | -                  | -           | -           | -           | -           | -           | 36     | 13     | 7      | 16     | 36,11      | 11º         |
| 2003-mar. 2004     | Hannover 96        | BL                 | 23         | 6          | 6          | 11         | CG              | 2               | 1               | 0               | 1               | -                  | -                  | -                  | -                  | -                  | -           | -           | -           | -           | -           | 25     | 7      | 6      | 11     | 28,00      | Eson.       |
| Totale Hannover 96 | Totale Hannover 96 | Totale Hannover 96 | 91         | 40         | 22         | 29         |                 | 7               | 4               | 0               | 3               |                    | -                  | -                  | -                  | -                  |             | -           | -           | -           | -           | 98     | 44     | 22     | 32     | 44,90      |             |
| set. 2004-2005     | Schalke 04         | BL                 | 28         | 18         | 2          | 8          | CG              | 4               | 2               | 1               | 1               | CU                 | 7                  | 3                  | 2                  | 2                  | -           | -           | -           | -           | -           | 39     | 23     | 5      | 11     | 58,97      | Sub. 2º     |
| ago.-dic. 2005     | Schalke 04         | BL                 | 16         | 8          | 7          | 1          | CG+CdL          | 2+2             | 1+2             | 0+0             | 1+0             | UCL                | 6                  | 2                  | 2                  | 2                  | -           | -           | -           | -           | -           | 26     | 13     | 9      | 4      | 50,00      | Eson.       |
| 2006-2007          | Hoffenheim         | 3.L                | 34         | 20         | 8          | 6          | CG              | -               | -               | -               | -               | -                  | -                  | -                  | -                  | -                  | -           | -           | -           | -           | -           | 34     | 20     | 8      | 6      | 58,82      | 2º (prom.)  |
| 2007-2008          | Hoffenheim         | 2.BL               | 34         | 17         | 9          | 8          | CG              | 4               | 3               | 0               | 1               | -                  | -                  | -                  | -                  | -                  | -           | -           | -           | -           | -           | 38     | 20     | 9      | 9      | 52,63      | 2º (prom.)  |
| 2008-2009          | Hoffenheim         | BL                 | 34         | 15         | 10         | 9          | CG              | 2               | 1               | 0               | 1               | -                  | -                  | -                  | -                  | -                  | -           | -           | -           | -           | -           | 36     | 16     | 10     | 10     | 44,44      | 7º          |
| 2009-2010          | Hoffenheim         | BL                 | 34         | 11         | 9          | 14         | CG              | 4               | 3               | 0               | 1               | -                  | -                  | -                  | -                  | -                  | -           | -           | -           | -           | -           | 38     | 14     | 9      | 15     | 36,84      | 11º         |
| ago.-dic. 2010     | Hoffenheim         | BL                 | 17         | 6          | 7          | 4          | CG              | 3               | 3               | 0               | 0               | -                  | -                  | -                  | -                  | -                  | -           | -           | -           | -           | -           | 20     | 9      | 7      | 4      | 45,00      | Dimis.      |
| Totale Hoffenheim  | Totale Hoffenheim  | Totale Hoffenheim  | 153        | 69         | 43         | 41         |                 | 13              | 10              | 0               | 3               |                    | -                  | -                  | -                  | -                  |             | -           | -           | -           | -           | 166    | 79     | 43     | 44     | 47,59      |             |
| apr.-giu. 2011     | Schalke 04         | BL                 | 7          | 2          | 1          | 4          | CG              | 1               | 1               | 0               | 0               | UCL                | 4                  | 2                  | 0                  | 2                  | -           | -           | -           | -           | -           | 12     | 5      | 1      | 6      | 41,67      | Sub. 14º    |
| lug.-set. 2011     | Schalke 04         | BL                 | 6          | 3          | 0          | 3          | CG              | 1               | 1               | 0               | 0               | UEL                | 3                  | 1                  | 1                  | 1                  | SG          | 1           | 0           | 1           | 0           | 11     | 5      | 2      | 4      | 45,45      | Dimis.      |
| Totale Schalke 04  | Totale Schalke 04  | Totale Schalke 04  | 57         | 31         | 10         | 16         |                 | 8+2             | 5+2             | 1+0             | 2+0             |                    | 20                 | 8                  | 5                  | 7                  |             | 1           | 0           | 1           | 0           | 88     | 46     | 17     | 25     | 52,27      |             |
| 2015-2016          | RB Lipsia          | 2.BL               | 34         | 20         | 7          | 7          | CG              | 2               | 1               | 0               | 1               | -                  | -                  | -                  | -                  | -                  | -           | -           | -           | -           | -           | 36     | 21     | 7      | 8      | 58,33      | 2º (prom.)  |
| 2018-2019          | RB Lipsia          | BL                 | 34         | 19         | 9          | 6          | CG              | 6               | 5               | 0               | 1               | UEL                | 12                 | 5                  | 4                  | 3                  | -           | -           | -           | -           | -           | 52     | 29     | 13     | 10     | 55,77      | 3º          |
| Totale RB Lipsia   | Totale RB Lipsia   | Totale RB Lipsia   | 68         | 39         | 16         | 13         |                 | 8               | 6               | 0               | 2               |                    | 12                 | 5                  | 4                  | 3                  |             | -           | -           | -           | -           | 88     | 50     | 16     | 18     | 56,82      |             |
| nov. 2021-2022     | Manchester Utd     | PL                 | 24         | 10         | 7          | 7          | FACup           | 2               | 1               | 1               | 0               | UCL                | 3                  | 0                  | 2                  | 1                  | -           | -           | -           | -           | -           | 28     | 11     | 10     | 7      | 39,29      | Sub. 6º     |
| Totale carriera    | Totale carriera    | Totale carriera    | 527        | 243        | 130        | 154        |                 | 53              | 37              | 2               | 14              |                    | 51                 | 21                 | 15                 | 15                 |             | 1           | 0           | 1           | 0           | 631    | 301    | 148    | 182    | 47,70      |             |

#### Nazionale
Statistiche aggiornate al 10 giugno 2025.
| Squadra | Naz                | dal            | al       | Record | Record | Record | Record | Record | Record | Record | Record     |
| Squadra | Naz                | dal            | al       | G      | V      | N      | P      | GF     | GS     | DR     | % Vittorie |
| ------- | ------------------ | -------------- | -------- | ------ | ------ | ------ | ------ | ------ | ------ | ------ | ---------- |
| Austria | Austria (bandiera) | 1º giugno 2022 | in corso | 36     | 20     | 7      | 9      | 68     | 36     | +32    | 55,56      |

#### Nazionale nel dettaglio
| 2022           | Austria        | UEFA Nations League 2022-2023 | 4º nel Gruppo 1 della Lega A, retrocesso in Lega B | 6  | 1  | 1 | 4 | 16,67   | 6  | 10 | -4  |
| 2023           | Austria        | Qual. Euro 2024               | 2º nel Gruppo F, qualificato                       | 8  | 6  | 1 | 1 | 75,00   | 17 | 7  | +10 |
| giu.-lug. 2024 | Austria        | Euro 2024                     | Ottavi di finale                                   | 4  | 2  | 0 | 2 | 50,00   | 7  | 6  | +1  |
| 2024           | Austria        | UEFA Nations League 2024-2025 | 2º nel Gruppo 3 della Lega B                       | 6  | 3  | 2 | 1 | 50,00   | 14 | 5  | +9  |
| mar. 2025      | Austria        | UEFA Nations League 2024-2025 | 2º nel Gruppo 3 della Lega B                       | 2  | 0  | 1 | 1 | &0,00   | 1  | 3  | -2  |
| giu.-nov. 2025 | Austria        | Qual. Mondiale 2026           | nel gruppo H                                       | 2  | 2  | 0 | 0 | 100,00& | 6  | 1  | +5  |
| Dal 2022       | Austria        | Amichevoli                    |                                                    | 8  | 6  | 2 | 0 | 75,00   | 17 | 4  | +13 |
| Totale Austria | Totale Austria | Totale Austria                | Totale Austria                                     | 36 | 20 | 7 | 9 | 55,56   | 68 | 36 | +32 |

#### Panchine da commissario tecnico della nazionale austriaca
| Cronologia completa delle presenze e delle reti in nazionale ― Austria | Cronologia completa delle presenze e delle reti in nazionale ― Austria | Cronologia completa delle presenze e delle reti in nazionale ― Austria | Cronologia completa delle presenze e delle reti in nazionale ― Austria | Cronologia completa delle presenze e delle reti in nazionale ― Austria | Cronologia completa delle presenze e delle reti in nazionale ― Austria | Cronologia completa delle presenze e delle reti in nazionale ― Austria                       | Cronologia completa delle presenze e delle reti in nazionale ― Austria |
| Data                                                                   | Città                                                                  | In casa                                                                | Risultato                                                              | Ospiti                                                                 | Competizione                                                           | Reti                                                                                         | Note                                                                   |
| ---------------------------------------------------------------------- | ---------------------------------------------------------------------- | ---------------------------------------------------------------------- | ---------------------------------------------------------------------- | ---------------------------------------------------------------------- | ---------------------------------------------------------------------- | -------------------------------------------------------------------------------------------- | ---------------------------------------------------------------------- |
| 3-6-2022                                                               | Osijek                                                                 | Croazia                                                                | 0 – 3                                                                  | Austria                                                                | UEFA Nations League 2022-2023 - 1º turno                               | Marko Arnautović Michael Gregoritsch Marcel Sabitzer                                         | Cap: M. Arnautović                                                     |
| 6-6-2022                                                               | Vienna                                                                 | Austria                                                                | 1 – 2                                                                  | Danimarca                                                              | UEFA Nations League 2022-2023 - 1º turno                               | Xaver Schlager                                                                               | Cap: D. Alaba                                                          |
| 10-6-2022                                                              | Vienna                                                                 | Austria                                                                | 1 – 1                                                                  | Francia                                                                | UEFA Nations League 2022-2023 - 1º turno                               | Andreas Weimann                                                                              | Cap: D. Alaba                                                          |
| 13-6-2022                                                              | Copenaghen                                                             | Danimarca                                                              | 2 – 0                                                                  | Austria                                                                | UEFA Nations League 2022-2023 - 1º turno                               | -                                                                                            | Cap: M. Sabitzer                                                       |
| 22-9-2022                                                              | Saint-Denis                                                            | Francia                                                                | 2 – 0                                                                  | Austria                                                                | UEFA Nations League 2022-2023 - 1º turno                               | -                                                                                            | Cap: D. Alaba                                                          |
| 25-9-2022                                                              | Vienna                                                                 | Austria                                                                | 1 – 3                                                                  | Croazia                                                                | UEFA Nations League 2022-2023 - 1º turno                               | Christoph Baumgartner                                                                        | Cap: D. Alaba                                                          |
| 16-11-2022                                                             | Malaga                                                                 | Andorra                                                                | 0 – 1                                                                  | Austria                                                                | Amichevole                                                             | Marko Arnautović                                                                             | Cap: M. Sabitzer                                                       |
| 20-11-2022                                                             | Vienna                                                                 | Austria                                                                | 2 – 0                                                                  | Italia                                                                 | Amichevole                                                             | Christoph Baumgartner David Alaba                                                            | Cap: D. Alaba                                                          |
| 24-3-2023                                                              | Linz                                                                   | Austria                                                                | 4 – 1                                                                  | Azerbaigian                                                            | Qual. Euro 2024                                                        | 2 Marcel Sabitzer Michael Gregoritsch Christoph Baumgartner                                  | Cap: M. Sabitzer                                                       |
| 27-3-2023                                                              | Linz                                                                   | Austria                                                                | 2 – 1                                                                  | Estonia                                                                | Qual. Euro 2024                                                        | Florian Kainz Michael Gregoritsch                                                            | Cap: K. Laimer                                                         |
| 17-6-2023                                                              | Bruxelles                                                              | Belgio                                                                 | 1 – 1                                                                  | Austria                                                                | Qual. Euro 2024                                                        | Michael Gregoritsch                                                                          | Cap: D. Alaba                                                          |
| 20-6-2023                                                              | Vienna                                                                 | Austria                                                                | 2 – 0                                                                  | Svezia                                                                 | Qual. Euro 2024                                                        | 2 Christoph Baumgartner                                                                      | Cap: D. Alaba                                                          |
| 7-9-2023                                                               | Linz                                                                   | Austria                                                                | 1 – 1                                                                  | Moldavia                                                               | Amichevole                                                             | Michael Gregoritsch                                                                          | Cap: D. Alaba                                                          |
| 12-9-2023                                                              | Solna                                                                  | Svezia                                                                 | 1 – 3                                                                  | Austria                                                                | Qual. Euro 2024                                                        | Michael Gregoritsch 2 Marko Arnautović                                                       | Cap: D. Alaba                                                          |
| 13-10-2023                                                             | Vienna                                                                 | Austria                                                                | 2 – 3                                                                  | Belgio                                                                 | Qual. Euro 2024                                                        | Konrad Laimer Marcel Sabitzer (rig.)                                                         | Cap: D. Alaba                                                          |
| 16-10-2023                                                             | Baku                                                                   | Azerbaigian                                                            | 0 – 1                                                                  | Austria                                                                | Qual. Euro 2024                                                        | Marcel Sabitzer (rig.)                                                                       | Cap: D. Alaba                                                          |
| 16-11-2023                                                             | Tallinn                                                                | Estonia                                                                | 0 – 2                                                                  | Austria                                                                | Qual. Euro 2024                                                        | Konrad Laimer Philipp Lienhart                                                               | Cap: D. Alaba                                                          |
| 21-11-2023                                                             | Vienna                                                                 | Austria                                                                | 2 – 0                                                                  | Germania                                                               | Amichevole                                                             | Marcel Sabitzer Christoph Baumgartner                                                        | Cap: D. Alaba                                                          |
| 23-3-2024                                                              | Bratislava                                                             | Slovacchia                                                             | 0 – 2                                                                  | Austria                                                                | Amichevole                                                             | Christoph Baumgartner Andreas Weimann                                                        | Cap: M. Sabitzer                                                       |
| 26-3-2024                                                              | Vienna                                                                 | Austria                                                                | 6 – 1                                                                  | Turchia                                                                | Amichevole                                                             | Xaver Schlager 3 Michael Gregoritsch (1 rig.) Christoph Baumgartner (rig.) Maximilian Entrup | Cap: K. Laimer                                                         |
| 4-6-2024                                                               | Vienna                                                                 | Austria                                                                | 2 – 1                                                                  | Serbia                                                                 | Amichevole                                                             | Patrick Wimmer Christoph Baumgartner                                                         | Cap: M. Arnautović                                                     |
| 8-6-2024                                                               | San Gallo                                                              | Svizzera                                                               | 1 – 1                                                                  | Austria                                                                | Amichevole                                                             | Christoph Baumgartner                                                                        | Cap: K. Laimer                                                         |
| 17-6-2024                                                              | Düsseldorf                                                             | Austria                                                                | 0 – 1                                                                  | Francia                                                                | Euro 2024 - 1º turno                                                   | -                                                                                            | Cap: M. Sabitzer                                                       |
| 21-6-2024                                                              | Berlino                                                                | Polonia                                                                | 1 – 3                                                                  | Austria                                                                | Euro 2024 - 1º turno                                                   | Gernot Trauner Christoph Baumgartner Marko Arnautović                                        | Cap: M. Sabitzer                                                       |
| 25-6-2024                                                              | Berlino                                                                | Paesi Bassi                                                            | 2 – 3                                                                  | Austria                                                                | Euro 2024 - 1º turno                                                   | autorete Romano Schmid Marcel Sabitzer                                                       | Cap: M. Arnautović                                                     |
| 2-7-2024                                                               | Lipsia                                                                 | Austria                                                                | 1 – 2                                                                  | Turchia                                                                | Euro 2024 - Ottavi di finale                                           | Michael Gregoritsch                                                                          | Cap: M. Arnautović                                                     |
| 6-9-2024                                                               | Lubiana                                                                | Slovenia                                                               | 1 – 1                                                                  | Austria                                                                | UEFA Nations League 2024-2025 - Lega B                                 | Konrad Laimer                                                                                | Cap: M. Arnautović                                                     |
| 9-9-2024                                                               | Oslo                                                                   | Norvegia                                                               | 2 – 1                                                                  | Austria                                                                | UEFA Nations League 2024-2025 - Lega B                                 | Marcel Sabitzer                                                                              | Cap: M. Sabitzer                                                       |
| 10-10-2024                                                             | Linz                                                                   | Austria                                                                | 4 – 0                                                                  | Kazakistan                                                             | UEFA Nations League 2024-2025 - Lega B                                 | Christoph Baumgartner Philipp Lienhart Marcel Sabitzer Matthias Seidl                        | Cap: M. Sabitzer                                                       |
| 13-10-2024                                                             | Linz                                                                   | Austria                                                                | 5 – 1                                                                  | Norvegia                                                               | UEFA Nations League 2024-2025 - Lega B                                 | 2 Marko Arnautović (1 rig.) Philipp Lienhart Stefan Posch Michael Gregoritsch                | Cap: M. Arnautović                                                     |
| 14-11-2024                                                             | Pavlodar                                                               | Kazakistan                                                             | 0 – 2                                                                  | Austria                                                                | UEFA Nations League 2024-2025 - Lega B                                 | Christoph Baumgartner Michael Gregoritsch                                                    | Cap: K. Laimer                                                         |
| 17-11-2024                                                             | Vienna                                                                 | Austria                                                                | 1 – 1                                                                  | Slovenia                                                               | UEFA Nations League 2024-2025 - Lega B                                 | Romano Schmid                                                                                | Cap: M. Arnautović                                                     |
| 20-3-2025                                                              | Vienna                                                                 | Austria                                                                | 1 – 1                                                                  | Serbia                                                                 | UEFA Nations League 2024-2025 - Lega B (Spareggi)                      | Michael Gregoritsch                                                                          | Cap: D. Alaba                                                          |
| 23-3-2025                                                              | Belgrado                                                               | Serbia                                                                 | 2 – 0                                                                  | Austria                                                                | UEFA Nations League 2024-2025 - Lega B (Spareggi)                      | -                                                                                            | Cap: K. Laimer                                                         |
| 7-6-2025                                                               | Vienna                                                                 | Austria                                                                | 2 – 1                                                                  | Romania                                                                | Qual. Mondiali 2026                                                    | Michael Gregoritsch Marcel Sabitzer                                                          | Cap: M. Sabitzer                                                       |
| 10-6-2025                                                              | San Marino                                                             | San Marino                                                             | 0 – 4                                                                  | Austria                                                                | Qual. Mondiali 2026                                                    | 2 Marko Arnautović Michael Gregoritsch Christoph Baumgartner                                 | Cap: M. Arnautović                                                     |
| Totale                                                                 |                                                                        | Presenze                                                               | 36                                                                     |                                                                        | Reti                                                                   | 68                                                                                           |                                                                        |

## Palmarès

### Allenatore

#### Competizioni nazionali
- Campionato tedesco di seconda divisione: 1

Hannover 96: 2001-2002
- Coppa di Lega tedesca: 1

Schalke 04: 2005
- Coppa di Germania: 1

Schalke 04: 2010-2011
- Supercoppa di Germania: 1

Schalke 04: 2011

#### Competizioni internazionali
- Coppa Intertoto UEFA: 1

Stoccarda: 2000